# دينيسي لورانس
دينيسي لورانس (بالإنجليزية: Dean Lawrence)‏ (16 يونيو 1988 بدبلن في جمهورية أيرلندا - ) هو لاعب كرة قدم أيرلندي في مركز الدفاع. لعب مع نادي شامروك روفرز ونادي شيلبورن وKildare County F.C. ‏.